# Яндозеро
Яндозеро (Ändär’v’) — пресноводное озеро на левом берегу реки Ояти, на территории Винницкого сельского поселения Подпорожского района Ленинградской области.

## Общие сведения
Площадь озера — 2,4 км², площадь водосборного бассейна — 53,7 км². Располагается на высоте 134,5 метров над уровнем моря.
Форма озера лопастная, продолговатая: оно почти на четыре километра вытянуто с юго-запада на северо-восток. Берега изрезанные, каменисто-песчаные, преимущественно возвышенные.
Из северо-восточного залива озера вытекает Водручей, впадающий в реку Оять, левый приток Свири. Яндозеро находится на левом берегу Ояти.
В юго-западную оконечность Яндозера впадает протока без названия, несущая воды озёр Печевского и Сарозера.
Ближе к северо-восточной оконечности озера расположены два небольших острова без названия.
У северо-восточной оконечности Яндозера расположена деревня Ильинская.
Код объекта в государственном водном реестре — 01040100811102000015531.